# 蕭祥安
蕭祥安（1891年4月15日—1966年4月），臺灣新竹北埔人，是臺灣日治時期首位臺灣人律師（辯護士）。1923年日本東宮太子裕仁（昭和天皇）來臺時，蕭祥安擔任他的隨身翻譯。日治時期曾改日本姓名「並河安重」:114。

## 生平
蕭祥安年幼時就讀北埔公學校（今北埔國小），公學校畢業後考取臺灣總督府國語學校師範部:115。明治四十五年（1912年）3月28日，蕭祥安自國語學校公學校師範部乙科畢業:116，之後幾年（1912年到1915年）曾在新埔、北埔、卓蘭等公學校任教:118。也是在這段時間蕭祥安與妻子羅甜妹結婚，並生下長子蕭雲嶽（1912年出生）與長女蕭霞妹（1914年出生）:118。
而後蕭祥安搬往臺北發展，於大正四年（1915年）在臺北地方法院擔任通譯，同時參加臺灣總督府施行的普通文官考試:118。大正七年（1918年），蕭祥安普通文官考試及格，並轉任高等法院通譯:118。此外在大正十年（1921年）到昭和七年（1932年）9月的期間，蕭祥安還兼任臺灣總督府評議會的通譯:120。大正十二年（1923年）4月，日本皇太子裕仁來臺展開臺灣行啟，期間蕭祥安擔任隨身翻譯，據說因為他棋藝精湛，還曾陪皇太子下棋:120。
昭和六年（1931年），自學法律的蕭祥安參加高等文官司法科考試及格，次年（1932年）9月22日於臺北地方法院檢察局登錄律師名冊，正式成為「辯護士」:122。而後蕭祥安於住處臺北市北門町開業，之後在昭和十五年（1940年）擔任臺北辯護士會的副會長:122。
第二次世界大戰期間，蕭祥安曾被徵調到中國戰場上擔任日軍翻譯:124。回到臺灣後，調回臺北地方法院擔任推事，直到二次大戰結束後辭退，回到自己的律師事務所開業:124。此外二次大戰期間，蕭祥安曾帶著家人避難到羅阿南在竹東下公館水頭屋的房子住，他本人因為職務常往返於臺北、新竹之間:126。
二二八事件期間，蕭祥安在學生黃國書通告下，決定離開臺北:127。原本蕭祥安也要友人吳鴻麒一起離開，但對方堅持留下，後來遭到殺害:127。蕭祥安離開臺北後，住在竹東下公館水頭屋，後來他的長子蕭雲嶽向新竹縣政府租地，在竹東東寧橋附近租地，開立「順天堂診所」，蕭祥安一家也跟著搬去同住:128。後來蕭祥安以照顧次子蕭雲梯為由，改搬去與次子一家（在新竹市南大路上）同住，但妻子仍與長子一家同住:129。
搬到次子家後，蕭祥安又在新竹市開設「蕭祥安律師事務所」，最初在新竹市政府開設，後來搬到東門城圓環一家製冰場樓上開業:130。晚年因為生病，在病情逐漸加重下結束事務所，並搬去竹東長子家中接受治療:130。民國55年（1966年）3月，妻子羅甜妹病逝:130。同年（1966年）4月，蕭祥安病逝於竹東醫院:130。

## 家族
蕭祥安的家族是南埔蕭家，開臺祖是九世祖蕭特楊:114。父親蕭維翰是第十三世:114。
他與妻子羅甜妹育有四男四女，此外還有一個養女蕭富英:132。親生子女依序是蕭雲嶽、蕭霞妹、蕭貞妹、蕭雲梯、 蕭雲淡、蕭如松、蕭清香、蕭佳香:132。長子蕭雲嶽是北埔首位醫學博士，次子蕭雲梯曾任龍山國小教師，三子蕭雲淡是首任蘭嶼中學校長，也擔任過臺中縣立溪南國中校長。四子蕭如松則是臺灣美術史上的重要畫家。
蕭祥安晚年與妻子羅甜妹分開居住，蕭祥安住在次子蕭雲梯家中，羅甜妹則住在長子蕭雲嶽家中:129。據蕭雲梯長子蕭仁泉的說法，羅甜妹信仰基督教，但蕭祥安不喜歡基督教，觀念上有些不合:129。不過夫妻雖然分開居住，羅甜妹仍會時常來探望蕭祥安，或派人送些營養品來:129。後來蕭祥安年老病情嚴重時，才搬回長子家接受長子的治療:129。